# Dimmit County
Dimmit County är ett administrativt område i delstaten Texas, USA, med 9 996 invånare (2010). Den administrativa huvudorten (county seat) är Carrizo Springs.  

## Geografi
Enligt United States Census Bureau har countyt en total area på 3 455 km². 3 447 km² av den arean är land och 8 km² är vatten.

### Angränsande countyn
- Zavala County - norr
- Frio County - nordost
- La Salle County - öster
- Webb County - söder
- Maverick County - väster